# Jordskælvet i Lissabon 1755
Jordskælvet i Lissabon 1755 var et kraftigt jordskælv, som ramte den portugisiske hovedstad den 1. november 1755. Det var et af historiens mest katastrofale jordskælv og bestod af tre kraftige og distinkte rystelser med epicenter i Atlanterhavet ca. 200 km sydvest for Kap Sankt Vincent. Et sted mellem 15.000 og 70.000 mennesker omkom som følge af jordskælvet og dets eftervirkninger: bl.a store brande og en tsunami med bølgehøjde på op mod 20 meter.

## Jordskælvet
Et øjenvidne hørte ca. klokken 09.40 en fjern, rumlende lyd, ikke ulig torden, tæt fulgt af rystelser, som var så kraftige at byens kirkeklokker blev sat i bevægelse. 1. november er Allehelgensdag, og mange mennesker havde samlet sig til messe blandt andet i den gamle katedral og i St.Antonio-kirken. Nu strømmede de og andre i byen ud mellem bygningerne. Kort efter kom et nyt og langt kraftigere skælv, som væltede bygninger over hele Lissabon, men som særligt gik ud over havneområdet ved udløbet af floden Tejo. Mange af dem, som havde samlet sig uden for kirkerne og på gaderne, blev nu begravet under de nedstyrtende bygninger. Nogle minutter senere begyndte et tredje skælv, så kraftigt at man tydeligt kunne se at jorden hævede sig. Flere mindre efterskælv fulgte de nærmeste dage, men det var de tre hovedskælv, som i løbet af ca. femten minutter gjorde størst skade. Da det hele var ovre, var omtrent 17000 af de omtrent 20.000 bygninger i Lissabon ødelagt.

## Branden
Efter det tredje skælv opstod der flere steder i byen mindre brande, som, godt hjulpet af en tør nordøstlig vind, raskt spredte sig gennem ruinerne og satte ild på en række bygninger som havde overlevet jordskælvet. Det kongelige palads, med et bibliotek med over 70.000 dokumenter, var en af de bygninger, der brændte ned til grunden. Branden, som varede i fem dage, gjorde redningsarbejdet vanskeligt og krævede mange menneskeliv.

## Tsunamien
En time efter det sidste store skælv fulgte en ny katastrofe i Lissabons havneområde. Det undersøiske jordskælv skabte en tsunami som nu slog ind over kysten med voldsom kraft. Store folkemængder havde i mellemtiden samlet sig på de åbne pladser ved floden, hvor faren for faldende bygninger var mindst, og mange af dem mistede nu livet. Vandet i Tejo trak sig først tilbage mod havet, men slog derefter ind over havnen i form af tre massive bølger, som var op mod 20 meter høje.
Voltaire og Johannes Ewald[kilde mangler] har skrevet om jordskælvet.